# Живи диносауруси
Живи диносауруси (енгл. Living dinosaurs) термин је који се користи у областима науке (у палеонтологији и биологији) и псеудонауке (у криптозоологији).

## У науци

### У палеонтологији
У палеонтологији се термин живи диносауруси односи на не-птичије диносаурусе (енгл. Non-Avian dinosaurs), тј. диносаурусе који се не убрајају у птице, који су преживјели масовно изумирање са краја Креде (прије 65 милиона година) и наставили да кратко да живе у епохи Палеоцена до свог потпуног нестанка. Фосилни остаци ови диносауруса се називају још Палеоценским диносаурусима (енгл. Paleocene dinosaurs). Докази за ово су:
- остаци неколико диносауруса који су пронађени на подручју које је данас Хел Крик формација (енгл. Hell Creek Formation) у Монтани (САД) на 1,43 метра изнад геолошке линије која раздваја Креду од Палеоцена (што је 40.000 година послије изумирања)[2]
- остаци бедрени кости хадросаурског диносауруса (из групе Орнитопода) стари 64.8 до 64,5 милиона година[3] који су пронађени уз узорке полена биљака које су расле на подручју које је данас Оџо Аламо формација (енгл. Ojo Alamo Formation) у југозападном дјелу савезне државе Колорадо уз ток ријеке Сан Хуан (САД)[1]
- остаци тероподског диносауруса из раног Палеоцена пронађени у близини мјеста Такатика Грит на Чатамским острвима, у близини Новог Зеланда[4]
- остаци кости сауроподског диносауруса из периода касног Еоцена који су пронађени на сјеверозападу Аргентине у Лагуна Брава формацији[5]

### У биологији
У биологији термин живи диносауруси се односи на све врсте птица, јер су птице једина група диносауруса која је преживјела изумирање крајем Креде (прије 65 милиона година).

## У криптозоологији и креационизму
У псеудонаукама криптозоологији и креационизму живи диносауруси, гдје се овај термин често користи, се односи на сваког криптида и биће из митологије које својим описом сличи на плезиосаурусе, мосасауре, птеросаурусе и не-птичије диносаурусе. Ово мишљење је одбачено у свим модерним научним пољима.

### Наводни докази постојања живих диносауруса

#### Артефакти из прошлости
Као доказе којима потврђују свој став о стварању и постојању живих диносауруса, неки заступници креационизма (у смислу да одбацују макроеволуцију или можда еволуцију уопште) користе разне наводне артефакте из прошлости (за које тврде да су наводно и доказ против еволуције), као што су:
| Акамбаро фигурице (енгл. Acámbaro figures)                                       | Глинене фигурице у облику наводни "диносауруса" (за које је потврђено да се ради о фалсификату). | - Мексико   |  |
| Артефакти из Карија (енгл. Caria dinosaur artifacts)                                     | Глинене фигурице у облику наводни "диносауруса" (за које је потврђено да уопште не приказују диносаурусе нити диносаурусима ишта слично). | - Турска    |  |
| Бамбара кипићи (енгл. Bambara sculptures)                                          | Дрвени кипићи изрезбарени у облику наводни "диносауруса" (које су као и Акамбаро фигурице потврђене као фалсификат. За њих је утврђено да су израђене у стилу тако да сличе правим кипићима које израђују локална домородачка племена.). | - Мали      |  |
| Диносаурус из Та Прома (енгл. Dinosaur of Ta Prohm)                                  | Камена резбарија са зида храма Та Прохм која наводно приказује диносауруса рода Стегосаурус (за коју је доказано да у ствари приказује Суматранског носорога). | - Камбоџа   |  |
| Ика камење (енгл. Ica stones)                                              | Камење на ком су изрезбарене слике људи и диносауруса како живе заједно (за које је потврђено да се ради о фалсификату). | - Перу      |  |
| Окамењени отисци људи и диносауруса са Палукси ријеке (енгл. Paluxy River human and dinosaur footprints)   | Окамењена стаза отисака стопала са обале данашње ријеке Палукси (Тексас), које су наводно направили џиновски људи (који су наводно носили сандале) и диносауруси рода Трицератопс и Тираносаурус рекс, који су наводно према ријечима креациониста стари 6000. година. (За отиске је утврђено да су у ствари стари 113 милиона година. За већину наводни отисака људи се утврдило да се у ствари ради о отисцима Тероподских диносауруса који су се изобличили у блату прије но што су се стврднули, док су неки од њих потврђени као модерне кривотворине). | - САД       |  |
| Пећински цртеж из Берфинала пећине (енгл. Bernifal cave painting)                      | Пећински цртеж са зида пећине Берфинала који наводно приказује диносауруса рода Тираносаурус рекс како се бори са вунастим мамутом (за који је доказано да у ствари не приказује мамута ни диносауруса, већ да се ради само о дјелу зида пећине којег је обликовала вода која је капала). | - Француска |  |
| Петроглиф из кањона Црног Змаја (енгл. Black Dragon canyon petroglyph)                         | Петроглиф из кањона Црног Змаја (у округу Емери) који приказује наводног птеросауруса врсте Квецалкоатл (за за коф је доказано да у ствари не приказује птеросауруса нити ишта слично, већ да се ради о групи цртежа који су с временом изблиједили и сад творе обрис чији облик подсјећа на птеросауруса). | - САД       |  |
| Петроглиф из Хавасупаи кањона (енгл. Havasupai canyon petroglyph)                           | Петроглиф из Хавасупаи кањона (Аризона) који приказује наводног диносауруса врсте Едмонтосаурус (за ког је доказано да у ствари приказује орла). | - САД       |  |
| Петроглиф са Качина Бриџа (енгл. Kachina Bridge petroglyph)                               | Петроглиф са Качина Бриџа (природне камене формације налик мосту, која се налазе на подручју националног парка "Нечурал Бриџес" (енгл. Natural Bridges National Monument) у Јути) који приказује наводног диносауруса из групе Сауропода (за ког је доказано да у ствари приказује змију). | - САД       |  |
| Резбарија "Крилофосауруса" (енгл. Cryolophosaurus carving)                              | камена резбарија са зида једне синагоге која наводно приказује диносауруса рода Крилофосаурус (за коју је доказано да у ствари приказује орла). | - Израел    |  |
| Фотографије "птеросауруса" из Америчког грађанског рата (енгл. Civil War pterosaurs photos) | Двије фотографије (израђене у сепиа и црно-бјелој техници) које приказује војнике, обучене у униформе Уније, како стоје изнад тјела убијени "птеросауруса" рода Птеранодон (за обе фотографије потврђено да се ради о фотомонтажи и да су из модерног доба). | - САД       |  |

#### Криптиди који се убрајају у живе диносаурусе
| Амали                              | биће налик на сауроподског диносауруса                              | - Габон                       |  |
| Афрички раптор                     | биће налик на тероподског диносауруса                               | - Република Конго             |  |
| Ахул                               | биће налик на птеросауруса                                          | - Индонезија                  |  |
| Банјип                             | биће налик на орнитоподског диносауруса                             | - Аустралија                  |  |
| Буруњор                            | биће налик на тероподског диносауруса                               | - Аустралија                  |  |
| Вадакила чудовиште                 | биће налик на тероподског диносауруса                               | - Индија                      |  |
| "Велика птица"                     | биће налик на птеросауруса                                          | - САД                         |  |
| Вео                                | биће налик на анкилосауријског диносауруса                          | - Индонезија                  |  |
| Гасматански Сауропод               | биће налик на сауроподског диносауруса                              | - Папуа Нова Гвинеја          |  |
| Громовита птица                    | биће налик на птеросауруса                                          | - САД - Канада                |  |
| "Гуштер" са острва Ванкувер        | биће налик на тероподског диносауруса                               | - Канада                      |  |
| Диносаур са Нове Британије         | биће налик на тероподског диносауруса                               | - Папуа Нова Гвинеја          |  |
| Диравонг                           | биће налик на сауроподског диносауруса                              | - Аустралија                  |  |
| Дорен                              | биће налик на тероподског диносауруса                               | - Папуа Нова Гвинеја          |  |
| Дувас                              | биће налик на птеросауруса                                          | - Папуа Нова Гвинеја          |  |
| Ђаво из Лоун Пајна                 | биће налик на тероподског диносауруса                               | - САД                         |  |
| Емела-нтоука                       | биће налик на цератопсидског диносауруса                            | - Република Конго - Замбија   |  |
| Звијер из Партриџ Крика            | биће налик на тероподског диносауруса                               | - Канада                      |  |
| Змај из Бросна                     | биће налик на плесиосауруса                                         | - Русија                      |  |
| "Игуанодон" са Нове Гвинеје        | биће налик на диносауруса из групе орнитопода                       | - Папуа Нова Гвинеја          |  |
| Ипилија                            | биће налик на сауроподског диносауруса                              | - Аустралија                  |  |
| Иранска зубата птица               | биће налик на птицу са зубима тероподског диносауруса               | - Иран                        |  |
| Јаго-Нини                          | биће налик на сауроподског диносауруса                              | - Габон                       |  |
| Кавук                              | биће налик на тероподског диносауруса                               | - Индонезија                  |  |
| Каијаимуну                         | биће налик на тероподског диносауруса из породице теризиносауруса   | - Папуа Нова Гвинеја          |  |
| Касаи Рекс                         | биће налик на тероподског диносауруса                               | - ДР Конго                    |  |
| Конгамато                          | биће налик на птеросауруса                                          | - Замбија - Ангола - ДР Конго |  |
| Крокодилопардалис                  | биће налик на орнитоподског диносауруса                             | - Етиопија                    |  |
| Кубански птеросаур                 | биће налик на птеросауруса                                          | - Куба                        |  |
| Кулин                              | биће налик на сауроподског диносауруса                              | - Аустралија                  |  |
| Култа                              | биће налик на сауроподског диносауруса                              | - Аустралија                  |  |
| Лау                                | биће налик на тероподског диносауруса или плесиосауруса             | - Судан                       |  |
| Мадиди чудовиште                   | биће налик на сауроподског диносауруса                              | - Бразил - Перу - Боливија    |  |
| Мари                               | биће налик на тероподског диносауруса                               | - Папуа Нова Гвинеја          |  |
| Мбијелу-Мбијелу-Мбијелу            | биће налик на стегосауридског диносауруса                           | - Република Конго             |  |
| Мескуитански "Камптосаур"          | биће налик на орнитоподског диносауруса                             | - Бразил                      |  |
| Минди                              | биће налик на сауроподског диносауруса                              | - Аустралија                  |  |
| Мини Рекс                          | биће налик на тероподског диносауруса                               | - САД                         |  |
| Мокеле-Мбембе                      | биће налик на сауроподског диносауруса                              | - Република Конго             |  |
| Мухуру                             | биће налик на стегосауридског диносауруса                           | - Кенија                      |  |
| Намибијски птеросаур               | биће налик на птеросауруса                                          | - Намибија                    |  |
| Нгубу                              | биће налик на цератопсидског диносауруса                            | - Камерун                     |  |
| Нгума-монене                       | биће налик на тероподског диносауруса                               | - Република Конго             |  |
| Нзефу-Лои                          | биће налик на сауроподског диносауруса                              | - ДР Конго                    |  |
| Нсанга                             | биће налик на сауроподског диносауруса                              | - Замбија                     |  |
| Њујоршки птеросаур                 | биће налик на птеросауруса                                          | - САД                         |  |
| Олитијау                           | биће налик на птеросауруса                                          | - Камерун                     |  |
| Планински Бумер                    | биће налик на орнитоподског диносауруса                             | - САД                         |  |
| Птеросаур из Западне Вирџиније     | биће налик на птеросауруса                                          | - САД                         |  |
| Птеросаур из Манауса               | биће налик на птеросауруса                                          | - Бразил                      |  |
| Птеросаур из Минесоте              | биће налик на птеросауруса                                          | - САД                         |  |
| Птеросаур из Џорџије               | биће налик на птеросауруса                                          | - САД                         |  |
| Птеросаур са Крита                 | биће налик на птеросауруса                                          | - Грчка                       |  |
| Раптор из Оклахоме                 | биће налик на тероподског диносауруса                               | - САД                         |  |
| Раптор из Џорџије                  | биће налик на тероподског диносауруса                               | - САД                         |  |
| Ријечни диносаур                   | биће налик на тероподског диносауруса                               | - САД                         |  |
| Ров                                | биће налик на сауроподског диносауруса                              | - Индонезија                  |  |
| Ропен                              | биће налик на птеросауруса                                          | - Папуа Нова Гвинеја          |  |
| Сару                               | биће налик на орнитоподског диносауруса                             | - Република Конго             |  |
| Серпопард                          | биће налик на сауроподског диносауруса                              |                               |  |
| Силване Манзи                      | биће налик на тероподског диносауруса или орнитоподског диносауруса | - Јужноафричка Република      |  |
| Сируш                              |                                                                     | - Ирак                        |  |
| Ста                                | биће налик на сауроподског диносауруса                              |                               |  |
| Стоа                               | биће налик на тероподског диносаура                                 | - Бразил                      |  |
| Судански птеросаур                 | биће налик на птеросауруса                                          | - Судан                       |  |
| Унктехи                            | биће налик на анкилосауријског диносауруса                          | - САД                         |  |
| Хипекве                            | биће налик на тероподског диносауруса                               | - Ангола                      |  |
| Чудовиште из Арике                 | биће налик на тероподског диносауруса                               | - Чиле                        |  |
| Чудовиште из Велике раседне долине | биће налик на тероподског диносауруса                               | - Кенија                      |  |
| Чудовиште из Мурманска             | биће налик на тероподског диносауруса                               | - Русија                      |  |
| Чудовиште тврђаве Варберг          | биће налик на тероподског диносауруса                               | - Шведска                     |  |